# Sahan Dosova
Sahan Dosova hay Sakhan Dosova (tiếng Kazakhstan: Сaxaн Дocoвa) (27 tháng 3 năm 1879 – 9 tháng 5 năm 2009) là một phụ nữ người Kazakhstan, có lẽ là người sống thọ nhất được biết đến.

## Xác nhận
Nếu quả thật bà sinh năm 1879, thì bà đã phá mọi kỷ lục về sự sống thọ của con người cho đến nay. Vào thứ bảy ngày 27 tháng 3 năm 2009, bà được mọi người tổ chức mừng sinh nhật, trong khi gia đình của bà quả quyết là bà đã đạt được độ tuổi thọ kỷ lục, đó là bà đã được 130 tuổi. Điều này có nghĩa là bà đã 130 năm, 43 ngày tuổi khi qua đời ngày 9/5, 2009. Tức là thọ hơn 8 tuổi so vớin Jeanne Calment, một phụ nữ Pháp cho đến lúc này vẫn được coi là người sống thọ nhất trong lịch sử, với đầy đủ bằng chứng, đã qua đời hồi năm 1997, thọ 122 tuổi 164 ngày.

## Thuở nhỏ
Một trong 35 đứa cháu của bà Dosova nói với hãng thông tấn AP, là bà lớn lên, như một người mồ côi, sau đó lập gia đình và có 10 người con, trong đó có bảy người đã chết vì lạnh và đói. Chồng của bà Dosova cũng đã bị giết, vì tranh nhau một bó củi.

## Nghi vấn
Sổ thông hành và thẻ căn cước của bà có ghi ngày, tháng, năm sinh của bà là 27 tháng 3 năm 1879, tuy nhiên bà không hề có giấy khai sinh, vì bà quả quyết rằng giấy khai sinh lúc đó, khi bà ra chào đời, chưa hề được ai nghĩ đến cả. Nhiều người nghi ngờ về tuổi thọ của bà Dosova, là 130 tuổi, bởi vì người con gái duy nhất của bà còn sống sót, năm 2009 mới 76 tuổi, có nghĩa là bà khi sinh người con gái này khi đã 54 tuổi, một mức tuổi quá cao để có thể còn sinh đẻ được.
Mặc dù có các sự nghi ngờ, nhưng chính phủ Kazakhstan và cả vị bác sĩ chăm sóc cho bà Dosova đều tin rằng bà quả thật là 130 tuổi. Cuốn sách Guinness chuyên ghi về các kỷ lục thế giới không công nhận mức tuổi của bà Dosova là người sống thọ nhất thế giới, vì bà không có các giấy tờ rõ rệt để chứng minh.

## Chết
Dosova mất ngày 9 tháng 5 năm 2009, thọ 130 tuổi, khoảng 1 tháng sau khi bà trượt chân và ngã trên sàn phòng tắm trong căn hộ được tặng để an dưỡng tuổi già.